# Kursk oblast
Kursk oblast (russisk: Курская область, tr. Kurskaja oblast) er en af 46 oblaster i Den Russiske Føderation. Oblasten har et areal på 29.997 km² og 1.049.783 (2025) indbyggere. Oblastens administrative center er placeret i byen Kursk (russisk: Курск), der har 434.696 (2025) indbyggere. Andre større byer i oblasten er Zjeleznogorsk (russisk: Железногорск) med 94.959 (2025) indbyggere og Kurtjatov (russisk: Курчатов), der har 39.167 (2024) indbyggere.

## Geografi
Kursk oblast ligger i sydvestlige del af Rusland, på de sydlige skråninger af det centrale russiske højland i de Centrale Sortjords økonomiske region. Den største del af oblasten ligger på 177-225 moh. Landskabet er kuperet og gennemskåret af stejle kløfter. Den centrale del af Kursk-regionen er højere end Sejmdalen i vest. Sortjorden, eller chernozem, der er karakteristisk for oblasten, bakkelandskabet og de milde vintre gør området velegnet til landbrug, og størstedelen af de tidligere skove er ryddet.

### Grænser
Kursk oblast grænser op til Brjansk oblast i nordvest (grænsens længde er 120 km), Orjol oblast mod nord, 325 km, Lipetsk oblast mod nordøst, 65 km, Voronezj oblast mod øst, 145 km, Belgorod oblast mod syd, 335 km.
Internationalt grænser Kursk oblast op til Sumy oblast i Ukraine mod vest, 245 km.

## Demografi
| Nationalitet    | Folketælling 1989 | %      | Folketælling 2002 | %      | Folketælling 2010 | %      |
| --------------- | ----------------- | ------ | ----------------- | ------ | ----------------- | ------ |
| Russere         | 1.293.663         | 96,87  | 1.184.049         | 95,87  | 1.036.561         | 91,97  |
| Ukrainere       | 22.728            | 1,70   | 20.920            | 1,69   | 13.643            | 1,21   |
| Armeniere       | 1.149             | 0,09   | 5.899             | 0,48   | 5.726             | 0,51   |
| Romaer          | 2.052             | 0,15   | 2.291             | 0,19   | 2.181             | 0,19   |
| Hviderussere    | 3.382             | 0,25   | 2.878             | 0,23   | 1.747             | 0,16   |
| Aserbajdsjanere | 1.020             | 0,08   | 1.933             | 0,16   | 1.736             | 0,15   |
| Tatarer         | 1.063             | 0,08   | 1.576             | 0,13   | 1.279             | 0,11   |
| Tyrkere         | 3                 | 0,00   | 1.174             | 0,10   | 1.247             | 0,11   |
| Moldavere       | 743               | 0,06   | 1.251             | 0,10   | 1.120             | 0,10   |
| Jøder           | 2.969             | 0,22   | 877               | 0,07   | 461               | 0,04   |
| I alt           | 1.335.428         | 100,00 | 1.235.091         | 100,00 | 1.127.081         | 100,00 |

Bemærkning: andele medtager hele befolkningen, herunder de der ikke havde angivet nationalt tilhørsforhold (i 2002 2.615 personer, i 2010 52.722 personer)

## Historie
Området er kendt for slaget ved Kursk, der var et afgørende panserslag mellem Sovjetunionen og Nazityskland under anden verdenskrig.